# Lorenz Diefenbach
Pour les articles homonymes, voir Dieffenbach.
Lorenz Diefenbach, né le 19 juillet 1806 à Ostheim en Wetterau (landgraviat de Hesse-Darmstadt) et mort le 28 mars 1883 à Darmstadt (Empire allemand), est un pasteur allemand, bibliothécaire, lexicographe, philologue et écrivain pangermaniste (du Mouvement national-allemand).